# Андрей Макріцький
Андрей Макріцький (рум. Andrei Macrițchii, нар. 13 лютого 1996) — молдовський футболіст, нападник клубу «Зімбру».
Виступав, зокрема, за клуби «Шериф» та «Ріпенсія» (Тімішоара), а також національну збірну Молдови.
Чемпіон Молдови. Володар Суперкубка Молдови.

## Клубна кар'єра
Народився 13 лютого 1996 року. 
У дорослому футболі дебютував 2013 року виступами за команду «Шериф», в якій провів один сезон, взявши участь в одному матчі чемпіонату. 
Протягом 2014—2015 років захищав кольори клубу «Тирасполь».
Згодом з 2016 по 2018 рік грав у складі команд «Петрокуб», «Шериф», «Петрокуб» та «Сфинтул Георге».
У 2018 році повернувся до клубу «Шериф». Цього разу провів у складі його команди один сезон. 
Протягом 2019 року захищав кольори клубу «Динамо-Авто».
З 2020 року три сезони захищав кольори клубу «Ріпенсія» (Тімішоара). 
До складу клубу «Зімбру» приєднався 2023 року. Станом на 21 липня 2023 року відіграв за кишинівський клуб 10 матчів в національному чемпіонаті.

## Виступи за збірні
У 2012 році дебютував у складі юнацької збірної Молдови (U-17), загалом на юнацькому рівні взяв участь у 8 іграх, відзначившись одним забитим голом.
Протягом 2015–2018 років залучався до складу молодіжної збірної Молдови. На молодіжному рівні зіграв у 12 офіційних матчах, забив 1 гол.
У 2018 році дебютував в офіційних матчах у складі національної збірної Молдови.

## Титули і досягнення
- Чемпіон Молдови (1):

«Шериф»: 2013-2014
- Володар Суперкубка Молдови (1):

«Шериф»: 2013, 2015